# Creck SC
Der Creck Sporting Club, auch bekannt als Creck Sporting, ist ein malawischer Fußballverein aus Lilongwe. Aktuell (Stand Dezember 2024) spielt der Verein in der ersten Liga.

## Stadion
Der Verein trägt seine Heimspiele im Nankhaka Stadium und im Audrey Dimba Stadium in Mchinji aus. 